# Skordisker
Skordisker, på latin scordisci, var en keltisk stamme, ifølge visse kilder af thrakisk eller illyrisk herkomst. En anden teori er, at skordiskerne skulle have udgjort en stammesymbiose af keltiske, illyriske og thrakiske kulturelementer. De beboede området i det nuværende nordlige Serbien, Ungarn, østlige Kroatien, nordøstlige Bosnien og Hercegovina, samt dele af nutidens Rumænien og Bulgarien. Skordiskerne etablerede sig især mellem floderne Sava, Drava og Donau.
Antikkens forfattere fortæller, at skordiskerne var blodtørstige og gjorde menneskeofre.
De kom 179 f.Kr. i kamp med romere ved at bistå den makedoniske konge Perseus, og kampene fortsatte længe. M. Cosconius slog dem 135, Sextus Pompeius, måske Cn. Pompeius Magnus' farfar, døde i krig med dem 118. De besejrede 114 Caius Porcius Cato, men blev 107 slåede af Quintus Minucius Rufus. De vovede til og med at plyndre templet i Delfi, men Scipio Asiaticus slog dem fuldstændigt 88 f.Kr. og fordrev dem hinsides Donau. Også fra disse egne blev de til sidst fordrevne af dakerne. De omtales endnu på kejser Hadrianus' tid.